# Шевина јутарња песма
Шевина јутарња песма је дечија песма која говори управо о јутарњој песми птице шеве. Аутор песме је Григор Витез један од зачетника модерне дечије књижевности на овим просторима.

## Анализа песме
Шевина јутарња песма је песма о јутарњој песми птице шеве. Шева је иначе позната по свом врло лепом гласу и песми у којем људи уживају. То је разлог због којег је Витез узео баш њу за централни мотив и тему своје песме. Песма је писана из перспективе птице, чиме она постаје лирски субјекат. То песник не чини само садржајем песме, него и изразом. Кроз целу песму користи речи које заједно имитирају шевин пев, стварајући тако стилску фигуру ономатопеју. Понављање речи као што су „ићи, ићи, ићи“ и „сићи, сићи, сићи“ готово да чујемо пев птице наместо речи. Ово је само део његове ономатопеје, која се додатно наглашава користећи и друге речи које завршавају на -ћи.
Песма је састављена од шест неједнаких строфа. Стихови у њима су неједнаке дужине, а рима је присутна, иако је испрекидана и тек у неким деловима песме нагомилана. Ритам песме је брз, али несталан, баш као и рима. Лепо дочарава ужурбаност и лет птице.

## О писцу
Григор Витез, српски песник, дечији писац и преводилац, рођен је 15. фебруара 1911. године у Косовцу,у Славонији. Пре Другог светског рата био је учитељ, а касније је радио у Министарству просвете и био је уредник дечје литературе у издавачкој кући "Младост". Осим поезију за децу и одрасле, писао је приче и прозу за децу, сликовнице, игроказе... Прве стихове написао је у четвртом разреду гимназије а у трећем разреду учитељске штампана му је прва песма "Ведар дан" у београдском часопису "Живот и рад", 1930. године. Неке од песама Григора Витеза преведене су и објављене на више страних језика.